# ЕОКА-В
EOKA-B (ЕОКА-2) (Национална организация на кипърските бойци) (на гръцки – Εθνική Οργάνωσις Κυπρίων Αγωνιστών, Етники органозис киприон агонистон) е националистическа организация, кипърско военно крило на движението за присъединяването на Кипър към Гърция, продължаващо борбата на ЕОКА. Създадена е през 1971 година от генерал Георгиос Гривас, гръцки военен деец от кипърски произход.
Организацията се появява два пъти в историята на Кипър – през 1963 и 1974 година. Работи в сътрудничество с Гърция и е подпомагана от нея с все същата цел – обединението на острова с Гърция.

## Гръцката хунта и Кипър
През пролетта на 1967 година, чрез държавен преврат, военната хунта завзема управлението в Гърция и налага военна диктатура. Това се отразява и върху развитието на кипърския конфликт. Между 1967 и 1974 напрежението между гръцките и турските киприоти временно утихва и вместо това нарастват противоречията между двете основни фракции в кипърската гръцка общност – едната около президента Макариос III, изоставил идеята за еносис в полза на едно постижимо споразумение, и другата – настояваща, че единствен геополитически ход е незабавното обединение с Гърция. По време на цялото си управление Макариос твърди, че еносисът е желателен, но независимостта на страната е по-необходима. Около 650 военнослужещи в 15-хилядната гръцка кипърска Национална гвардия по това време са професионални войници от гръцката хунта. Тяхното желание за еносис е отхвърлено от поддръжниците на Макариос, които искат Кипър да бъде далеч от фашистката хунта и да остане самостоятелен и демократичен.
През 1971 година генерал Гривас се завръща тайно на острова и възражда организацията под името ЕОКА-В. Това е нелегална организация, отдадена отново на еносиса, която си поставя за цел да свали архиепископ Макариос от власт и да присъедини Кипър към Гърция. Политическият съюз с Гърция е същият, установен от партизаните от движение ЕОКА, което в края на 50-те години се бие с британците под командването на Гривас. Около половината от членовете на организацията са полицейски служители и членове на Националната гвардия.

## Военен преврат
Като реакция Макариос създава гвардия, наречена „Тактически полицейски резерв“. Съществуват сериозни доказателства за подкрепа на дейността на ЕОКА-В от гръцката хунта, чиято враждебност към Макариос в началото на 1970-те става все по-силна. Смята се, че хунтата участва в организирането на няколко опита за покушение срещу президента. През март 1970 година Макариос едва избягва смъртта, след като хеликоптерът, в който пътува, е свален. Той успява да се отдалечи от мястото на катастрофата, но пилотът е убит.
През януари 1974 година Гривас умира от сърдечен удар. След смъртта му последователите му поемат ангажимента да продължат борбата за еносис и Макариос, който по това време вече е президент на Кипър, официално забранява EOKA. Тогава организацията попада под директния контрол на Димитриос Йоанидис – новият водач на военната хунта в Атина. Той прави опит за сваляне на Макариос чрез преврат с помощта на кипърската национална гвардия, но в резултат на това настъпва обществено-политически хаос, а гръцките националисти атакуват кипърските турци.
Архиепископът вижда сериозна заплаха за правителството си от гръцките офицери в Националната гвардия, които от своя страна поддържат дейността на ЕОКА-В. В писмо до гръцкия президент от началото на юли, той обвинява хунтата в опит да свали правителството на Кипър с тяхна помощ. Макариос иска незабавното отстраняване на 650 гръцки офицера от персонала на Националната гвардия и замяната им със 100 инструктора, които да помогнат за реорганизацията на кипърските гръцки сили.
Отговорът на предизвикателството на Макариос идва на 15 юли 1974 година под формата на държавен преврат, ръководен от същите тези гръцки офицери от Националната гвардия, по заповед на военната хунта в Атина. Първите изстрели срещу президентския дворец са дадени от старите танкове Т-34 на гвардията, подарък от Русия. Жертвите от тези боеве, в които активно участва и ЕОКА-В, се оценяват на над 500 души. Архиепископът бяга в родния си град Пафос, откъдето британски хеликоптер го откарва до военната база Акротири. От Ню Йорк Макариос прави обръщение към Съвета за сигурност на ООН.

## Резултат от преврата
Превратът дава на Анкара всички основания за провеждане на операция „Атила“, която започва пет дни по-късно. Турският премиер-министър Бюлент Еджевит на 20 юли 1974 заповядва военна интервенция и в северната част на острова дебаркират турски войски. Това води до сериозни политически вълнения в Гърция и само три дни по-късно военният режим там пада. Като резултат от тези събития островът е разделен и в северната му част е създадена Севернокипърската турска република, а в южната остава да съществува Република Кипър.